# Yuji Kimura
Yuji Kimura (木村 祐志, Kimura Yuji) est un footballeur japonais né le 5 octobre 1987 à Minato (Tokyo). Il évolue au poste de milieu de terrain.

## Biographie
Avec le club du Kawasaki Frontale, il joue quatre matchs en Ligue des champions d'Asie.